# Samson (film 1961)
Samson è un film del 1961 diretto da Andrzej Wajda.